# Wistka (Łódź)
Pour les articles homonymes, voir Wistka.
Wistka (prononciation [ˈvistka]) est un village de la gmina de Strzelce Wielkie, du powiat de Pajęczno, dans la voïvodie de Łódź, situé dans le centre de la Pologne.

## Géographie
Il se situe à environ 5 kilomètres à l'ouest de Strzelce Wielkie (siège de la gmina), 6 kilomètres à l'est de Pajęczno (siège du powiat) et 76 kilomètres au sud de Łódź (capitale de la voïvodie).

## Administration
De 1975 à 1998, le village était attaché administrativement à l'ancienne voïvodie de Częstochowa.

Depuis 1999, il fait partie de la nouvelle voïvodie de Łódź.